# Enrique García Sayán
Enrique Víctor Aurelio García Sayán (Lima, 6 de marzo de 1905 - Ib. 30 de junio de 1978) fue un diplomático peruano. Durante el gobierno de José Luis Bustamante y Rivero, fue ministro de Relaciones Exteriores y promotor de la doctrina de las 200 millas del mar peruano.

## Biografía
Nació en Miraflores, Lima, el 6 de marzo de 1905. Sus padres fueron Aurelio Pedro José Antonio Fernando García Lastres y María Teresa Sayán Palacios. Fue nieto del político y marino Aurelio García y García, héroe de la guerra del Pacífico, y descendiente del coronel Juan Crisóstomo de Mendiburu y Salazar.
Cursó sus estudios escolares en el Colegio Sagrados Corazones Recoleta y luego pasó a la Facultad de Derecho de la Universidad Nacional Mayor de San Marcos (1924), donde se graduó de bachiller (1931) y doctor (1942). 
En 1934, se casó en Barranco con Carmen Marina Larrabure del Solar, hija del jurista Carlos Larrabure y Correa y nieta de Eugenio Larrabure y Unanue. La pareja tuvo cuatro hijos, entre ellos el también jurista Diego García-Sayán Larrabure.
Se consagró al ejercicio de su profesión, y tanto en San Marcos como en la PUCP se desempeñó como catedrático de Derecho Civil, Economía Política, y Economía Monetaria y Bancaria. 
El presidente José Luis Bustamante y Rivero lo convocó para que formara parte de su gabinete ministerial como ministro de Relaciones Exteriores, cargo que desempeñó de 24 de enero de 1946 a 28 de febrero de 1948. En varias ocasiones fue reemplazado transitoriamente por Ismael Bielich Flores (ministro de Justicia) y Luis Echecopar García (ministro de Hacienda). Fue esta una época crucial, signada por los problemas derivados de Segunda Guerra Mundial, recientemente finalizada.
Sin duda, el mayor logró de su gestión en la cancillería (y del gobierno de Bustamante en general) fue la promulgación del histórico decreto del 1 de agosto de 1947, publicado en el diario oficial El Peruano, por el cual se extendía la soberanía del Perú sobre la plataforma submarina o zócalo continental y sobre las aguas oceánicas extendidas ante la línea de su litoral en una extensión de 200 millas marinas. Ello implicaba que el Perú era dueño de toda la riqueza marina y mineral de esa zona, a la que debía proteger y explotar de manera exclusiva. Al respecto, García Sayán argumentó de manera lúcida los fundamentos jurídicos y políticos de esta doctrina, que fue acogida también por Chile y Ecuador.
De otro lado, se interesó en las repercusiones que tendría en América Latina la aplicación del Plan Marshall en Europa.

## Obras
- La soberanía marítima del Perú. Defensa de las 200 millas (1955).
- Posición del Perú ante la Conferencia del Derecho del Mar (1958).
- Nuevas Tendencias del Derecho Procesal (1942).

| Predecesor: Javier Correa Elías | Ministro de Relaciones Exteriores del Perú 24 de enero de 1946 a 28 de febrero de 1948 | Sucesor: Armando Revoredo Iglesias |